# Shepherdia
Shepherdia é um género botânico pertencente à família Elaeagnaceae. Tem três espécies:
- Shepherdia argentea - buffaloberry-prateado
- Shepherdia canadensis - buffaloberry-do-canadá
- Shepherdia rotundifolia - buffaloberry-de-folha-redonda